# Jamil Drissi
Jamil Pietro Drissi, född 2 juli 1968 i Skeppsholms församling, Stockholm, är en svensk skådespelare och voiceover. 

## Biografi
Drissi är utbildad vid  Teaterhögskolan i Stockholm 1996–2000. och Skara skolscen 1992–1993.
Sedan examen från Teaterhögskolan har han medverkat i flera filmer och tv-serier såsom: Guldbaggebelönade sci-fi filmen Aniara, Beck, Wallander, Johan Falk, Maria Wern, OP:7 och 27 sekundmeter snö.
Han var i många år medlem i musikdramatiska Romeo & Julia Kören på Dramaten, med vilka han gjort huvudroller i flera produktioner såsom: MacBeth (MacBeth) , Lulli (Lulli), Blodsbröllop (Leonardo), MOnteveRDi - mordet i Mantua (Hertigen av Mantua), Sefardiska nätter ("Romeo") och Shakespeare Songs (Kungen), i Sverige och utomlands.
Har spelat i pjäser på Stockholms- och Uppsala Stadsteater, TUR-teatern och Teater Västmanland, samt i musikalproduktion på Tyrol och Rondo. 
Han jobbar även mycket som röstskådespelare i tecknade filmer, har jobbat som röstprogrampresentatör för SVT1 (2012–2014), Kanal 9 (2014–2018) och var rösten i programmet Lyxfällan på TV3 2012–2019.  

## Filmografi (i urval)
| År      | Produktion                                  | Roll                | Regissör              | Företag        |
| ------- | ------------------------------------------- | ------------------- | --------------------- | -------------- |
| 1999    | Jakten på en mördare                        | Juri                | A. Moberg             | SVT            |
| 2001    | Kvinna med födelsemärke                     | Ibrahim             | M. Asphaug            | SVT            |
| 2002-03 | OP:7                                        | Dr. Martin Eliasson | C.Berlin, M. Söder    | Jarowskij      |
| 2005    | 27 sekundmeter, snö                         | Armand              | T. Falk               | Filmlance      |
| 2006    | Wallander - Täckmanteln                     | Sahlstedt           | A. Engström           | Yellow Bird    |
| 2007    | Beck - Den svaga länken Sanningen om Marika | Juri Govalenko Fuad | H. Hamrell M. Schmidt | Filmlance SVT  |
| 2008    | Oskyldigt dömd                              | Henrik Edin         | M. Hartleb            | Filmlance      |
| 2009    | Johan Falk - Leo Gaut                       | Khakiskjortan       | R. Holm               | Modern Studios |
| 2010    | Andra Avenyn                                | Vasil Drapeza       | L.Aiken/M.Hansson     | SVT            |
| 2018    | Ingen utan skuld                            | Viljanen            | C. Brändström         | Brain Academy  |
| 2019    | Aniara                                      | Intendenten         | P.Kägerman/H.Lilja    | Meta Film      |
| 2020    | Tomorrow the Birds Will Sing                | The Boss            | A. Kananian           | Makeriet Film  |
| 2022    | Maria Wern - Plats 89                       | Claes Danielsson    | E.Röse/J.Lundin       | Warner Bros    |

## Teater (urval)

### Roller (ej komplett)
| År      | Roll                | Produktion                               | Regi               | Teater                |
| ------- | ------------------- | ---------------------------------------- | ------------------ | --------------------- |
| 1991    | Kör                 | Romeo och Julia William Shakespeare      | P. Langdal         | Dramaten              |
| 1991    | Bandit Indianer     | Peter Pan J.M. Barrie                    | J. Söderman        | Dramaten              |
| 1996    | Granne Musiker      | De löjliga preciöserna Molière           | T. Berggren        | Dramaten              |
| 1996    | Student Stjärngosse | Fint folk Kent Andersson                 | T. Berggren        | Dramaten              |
| 2001    | Stoffe              | Jag ska döda dom                         | R. Sjöblom         | Turteatern            |
| 2002    | Långe Doc           | Farliga Förbindelser                     | P. Plaenge         | Turteatern            |
| 2002    | Bébert              | Kanin Kanin Coline Serreau               | Elisabeth Frick    | Turteatern            |
| 2004    | Katten              | Honk!                                    | E. Frick           | Uppsala Stadsteater   |
| 2005    | Bisher              | Guantánamo                               | E. Bergman         | Stockholm Stadsteater |
| 2006-07 | Bobby/ Und. Cliff   | Cabaret                                  | J. Wahlström       | Tyrol/Rondo           |
| 2010-11 | Franco              | Mitt hjärta stannar här                  | K. Isakson         | Teater Västmanland    |
| 2011    | Mr. Fondue          | Föreställningen                          | T. Tjerneld        | Teater Västmanland    |
| 2022    | Joel                | Världen har varit ledsen sedan i Tisdags | S.Sabel Strandmark | Aliasteatern          |

## Svensk dubb (urval)
| Produktion                        | Roll                       | Företag              |
| --------------------------------- | -------------------------- | -------------------- |
| Arcane                            | Silco                      | Netflix              |
| Vaiana                            | Chief Tui                  | Walt Disney Company  |
| Peter Pan & Wendy                 | Captain Hook (Kapten Krok) | Walt Disney Pictures |
| The Lego Ninjago Movie            | Lord Garmadon              | Lin Pictures         |
| Black Panther                     | Black Panther              | Marvel Studios       |
| Askungen                          | Askungens pappa            | Walt Disney Company  |
| Spindelmannen                     | Norman Osborn/Green Goblin | Marvel Studios       |
| Tidsresan                         | Uppfinnaren                | TV                   |
| Trolljakten                       | Dictatious                 | DreamWorks TV        |
| Baby Bossen                       | Mega Fat Baby CEO          | DreamWorks TV        |
| Thunderbirds                      | Parker                     | ITV                  |
| Djupet (The Deep)                 | Kapten Hammarhaj           | A Stark Production   |
| Magi på Waverly Place - The movie | Archie                     | Disney Channel       |

### Fotnoter
1. ↑  Sveriges befolkning
1990:
Drissi, Jamil Pietro
2. ↑  ”Jamil Drissi”. Svensk Filmdatabas. http://www.sfi.se/sv/svensk-filmdatabas/Item/?type=PERSON&itemid=268199&ref=%2ftemplates%2fSwedishFilmSearchResult.aspx%3fid%3d1225%26epslanguage%3dsv%26searchword%3dJamil+Drissi%26type%3dPerson%26match%3dBegin%26page%3d1%26prom%3dFalse. Läst 22 februari 2013.
3. ↑  ”Avgångsklassen 2000”. Stockholms dramatiska högskola. http://www.stdh.se/vara-studenter/skadespeleri/tidigare-studenter/studenter-1990-1999/avgangsklassen-2000. Läst 1 augusti 2013.
4. ↑  Ingegärd Waaranperä (20 oktober 2002). ”Seg övervintrare. Turteatern söker en ny publik med spontant rolig familjekomedi.”. Dagens Nyheter. https://www.dn.se/arkiv/kultur/seg-overvintrare-turteatern-soker-en-ny-publik-med-spontant-rolig-familjekomedi/. Läst 7 juni 2019.